# Ofensiva de Beit Jinn
A Ofensiva de Beit Jinn foi uma operação militar do Exército Árabe Sírio (EAS) contra grupos rebeldes na zona ocidental de Ghouta, iniciada a 28 de novembro de 2017.

## Antecedentes
Após os sucessos militares do EAS na captura das zonas de Khan al-Shih e do Vale de Barada e, acordos de reconciliação celebrados em Madaya e Al-Zabadani, Beit Jinn continuava como o último reduto controlado pelos grupos rebeldes da Oposição Síria na zona ocidental de Ghouta. A área a sul desta região está abrangida por um acordo de cessar-fogo, celebrado em julho entre os Estados Unidos e a Rússia.

## Ofensiva

### Captura de Tal Bardiyah
A 28 de novembro, as forças governamentais capturaram a zona oriental da estratégica cordilheira montanhosa de Bardiyah na zona cercada de Beit Jinn, a sudoeste de Damasco e próximo das Colinas de Golã, que é controlado pelos jihadistas do grupo Tahrir al-Sham (HTS). Nos dias seguintes, houve várias informações a relatarem confrontos as forças governamentais e os rebeldes, chegando mesmo a ser anunciado que a zona acima mencionada tinha sido recapturada pelos rebeldes. A montanha foi completamente capturada, dois dias depois, pelo Exército Sírio.
A 1 de dezembro, um helicóptero das forças governamentais foi abatido pelos rebeldes. Após esta situação, ataques aéreos efectuados por helicópteros foram parados até ao fim da ofensiva.

### Batalha pelas colinas
Na manhã do dia 11 de dezembro, o Exército Sírio iniciou operações na zona ocidental de Ghouta de forma a conseguir controlo de fogo sobre a zona de Beit Jinn. Membros da 42.ª Brigada Blindada da 4.ª Divisão Blindada do EAS lançou fortes ataques de artilharia sobre posições dos jihadistas do HTS. Durante os combates, o Exército Sírio capturou duas colinas próximas de Tal Bardiyah. No dia seguinte, o EAS iniciou o processo em isolar a localidade de Maghar al-Mir, controlada pelo HTS e conseguiu capturar mais duas colinas.
A 14 de dezembro, liderados pela 42.ª Brigada Blindada, o Exército Sírio lançou uma poderosa ofensiva contra os jihadistas do HTS na colina mais alta da zona, Tal Al-Bayda. O EAS conseguiu capturar a área, após o HTS se retirou em direcção para o ocidente. O próximo objectivo do EAS era dividir a zona controlada pelos rebeldes/jihadistas em duas zonas.
No dia seguinte, o Exército Sírio continuou com a sua ofensiva principal, conseguindo impor controlo total sobre Tal al-Ahmar, após ter perdido a colinas dois dias antes durante um contra-ataque do HTS. Ao conseguir capturar posições em redor de Tal al-Ahmar, o Exército Sírio conseguiu controlo de fogo sobre a estrada que liga as cidades de Beit Saber e Maghat al-Mir. Por volta do dia 16 de dezembro, a zona rebelde estava praticamente dividida em duas após novos avanços das forças governamentais.
A 17 de dezembro, o EAS estava a cerca de 500 metros de Maghat al-mir, pela zona oriental. Entre 18 de dezembro e 19 de dezembro, após captura de uma parte de outra colina, a zona rebelde estava dividida em duas por fogo de artilharia. Em 21 de dezembro, Beit Jinn estava completamente cercada pelas tropas governamentais.

### Rendição dos grupos rebeldes/jihadistas
A 22 de dezembro, o Exército Sírio capturou uma zona rural a sul de Mazaraat Beit Jinn. Dois dias depois, as forças governamentais e os seus aliados iniciaram a terceira fase da sua ofensiva. O EAS, o Hezbollah e milícias xiitas e drusas apoiadas pelo Irão cercaram Maghar al-Mir e avançaram sobre Beit Jinn, apoiados por fortes ataques aéreos.
Em 25 de dezembro, após novos avanços das forças governamentais, negociações foram abertas sobre uma rendição dos grupos rebeldes. No dia seguinte, as forças governamentais lançaram um ultimato aos grupos rebeldes/jihadistas: ou se rendiam ou seriam derrotados militarmente. O EAS e aliados deram 72 horas aos rebeldes para se decidirem e serem enviados para Idlib (controlada pelos rebeldes) ou ficarem e reconciliarem-se com as autoridades governamentais. A evacuação dos grupos opositores foi iniciada a 29 de dezembro, com os rebeldes a irem para Idlib ou para as zonas rebeldes de Daara. Os primeiros autocarros chegaram aos seus destinos no dia seguinte transportando 230 combatentes rebeldes e as suas famílias.
Com a retirada dos rebeldes, o EAS começou a tomar controlo das posições anteriormente controladas pelos rebeldes/jihadistas. Com isto, no dia 2 de janeiro de 2018, o Exército Sírio obteve controlo das chamadas "Colinas Vermelhas" após a retirada rebelde. Estas colinas eram usadas para bombardear e efectuar raides contra uma cidade vizinha controlada pelo governo. No final do dia, o Exército Sírio obteve total controlo sobre a zona e isto marcou o fim desta ofensiva.